# Trzemeszno
Trzemeszno é um município da Polônia, na voivodia da Grande Polônia e no condado de Gniezno. Estende-se por uma área de 5,46 km², com 5 675 habitantes, segundo os censos de 2016, com uma densidade de 1 426,4 hab/km².